# Kvietisme
For kvietisten er religionen noget åndeligt og sjæleligt som ikke kræver udadvendte aktiviteter. Den religiøse kamp (eksempelvis den muslimske jihad) finder sted inde i den enkelte.
| Religion | Spire Denne religionsartikel er en spire som bør udbygges. Du er velkommen til at hjælpe Wikipedia ved at udvide den. |